# Atratothemis reelsi
Atratothemis reelsi är en trollsländeart som beskrevs av Wilson 2005. Atratothemis reelsi ingår i släktet Atratothemis och familjen segeltrollsländor. Inga underarter finns listade i Catalogue of Life.